# Ніяраге
Ніяраге (перс. نيازاغه) — село в Ірані, у дегестані Мальмір, у бахші Сарбанд, шагрестані Шазанд остану Марказі. За даними перепису 2006 року, його населення становило 193 особи, що проживали у складі 37 сімей.

## Клімат
Середня річна температура становить 10,03°C, середня максимальна – 29,06°C, а середня мінімальна – -12,60°C. Середня річна кількість опадів – 295 мм.
| Клімат поселення                              | Клімат поселення | Клімат поселення | Клімат поселення | Клімат поселення | Клімат поселення | Клімат поселення | Клімат поселення | Клімат поселення | Клімат поселення | Клімат поселення | Клімат поселення | Клімат поселення | Клімат поселення |
| Показник                                      | Січ.             | Лют.             | Бер.             | Квіт.            | Трав.            | Черв.            | Лип.             | Серп.            | Вер.             | Жовт.            | Лист.            | Груд.            |                  |
| Середній максимум, °C                         | 4,66             | 6,79             | 10,55            | 17,42            | 22,69            | 27,46            | 28,81            | 29,06            | 24,01            | 17,76            | 11,20            | 5,94             |                  |
| Середня температура, °C                       | −3,96            | −1,82            | 1,93             | 8,81             | 14,08            | 18,84            | 23,09            | 23,38            | 18,30            | 12,05            | 5,48             | 0,22             |                  |
| Середній мінімум, °C                          | −12,6            | −10,44           | −6,68            | 0,18             | 5,46             | 10,22            | 17,40            | 17,66            | 12,59            | 6,33             | −0,22            | −5,48            |                  |
| Норма опадів, мм                              | 45               | 40               | 55               | 40               | 35               | 7                | 1                | 1                | 0                | 6                | 26               | 39               |                  |
| Середньомісячна швидкість вітру, м/с          | 1.24             | 2.22             | 2.90             | 2.71             | 2.34             | 2.26             | 2.26             | 2.05             | 2.05             | 1.94             | 1.81             | 1.36             |                  |
| Середньомісячна сонячна радіація, кДж/м²·день | 9508             | 12553            | 15162            | 18430            | 22514            | 27114            | 26098            | 24298            | 21514            | 16021            | 11242            | 9215             |                  |
| --------------------------------------------- | ---------------- | ---------------- | ---------------- | ---------------- | ---------------- | ---------------- | ---------------- | ---------------- | ---------------- | ---------------- | ---------------- | ---------------- | ---------------- |
| Джерело:                                      |                  |                  |                  |                  |                  |                  |                  |                  |                  |                  |                  |                  |                  |